# Abu'l-Fath
Abu al-Fath Ibn Abu al-Hasan al-Samiri al-Danafi, (en árabe: أبو الفتح إبن أبي الحسن السامري‎) fue un cronista samaritano del siglo XIV. Conocido por su obra principal: Kitab al-Ta'rikh (en árabe: كتاب التاريخ‎).
La obra fue encargada en 1352 por Pinjas, el sumo sacerdote samaritano. Comenzó en 1356. Es una compilación de la historia samaritana desde Adán hasta Mahoma, basada en fuentes anteriores.
Fue editado por Eduard Vilmar como Abulfathi annales Samaritani (Gotha, 1865).